# حادثه ۲۰۱۸ ون تورنتو
حادثه ۲۰۱۸ ون تورنتو (انگلیسی: 2018 Toronto van incident) در ۲۳ آوریل (۳ اردیبهشت ۱۳۹۷) اتفاق افتاد. در این حمله با خودرو یک ون اجاره‌ای سفیدرنگ به میان جمعیت رفت و به تعدادی از عابران پیاده در شمال مرکز شهر در تقاطع خیابان یانگ بین شپرد و فینچ در شمال شهر تورنتو در استان انتاریو کانادا اصابت کرد.
این حادثه ۱۰ کشته و ۱۵ زخمی برجای گذاشت و مظنون حادثه نیز توسط پلیس دستگیر شد.
این حمله در حالی رخ داد که تورنتو میزبان گروه ۷ کشور صنعتی و بلندپایه‌ترین مقامات امنیتی این گروه است.

## جزئیات حمله
به گفته پلیس محلی، در ساعت ۱۳:۳۰ به وقت محلی یک ون مدل رایدر اجاره ای وارد پیاده‌رو در خیابانی شلوغ در تورنتو شد که طی آن ۱۰ نفر کشته و ۱۵ نفر زخمی شدند.
یک شاهد عینی گفت راننده این ون بنظر رسید که عامدانه قربانیان را در فاصله یک مایل (۱٫۶کیلومتر) هدف قرار داده‌است. پس از حمله خودروی ون از محل حادثه فرار کرد و دو کیلومتر دورتر متوقف شد.

## کشته و زخمی
در این حمله ۱۰ نفر کشته و ۱۵ نفر زخمی شدند. حال ۵ نفر دیگر وخیم می‌باشد.

## مظنون حادثه
پلیس گفت راننده این ون در بازداشت است. بازداشت فرد مظنون بدنبال درگیری با پلیس انجام شد.
پیتر یوئن معاون پلیس تورنتو گفت که تحقیقات در مورد راننده در جریان است.
پلیس مظنون را فردی ۲۵ ساله به نام آلک میناسیان (متولد ۳ نوامبر ۱۹۹۲)، دانش آموز یک کالج از ریچموند هیل، انتاریو، شناسایی کرد.

## واکنش‌ها
- جاستین ترودو نخست‌وزیر کانادا در توئیتی نوشت: «ما با همه کسانی که در حادثه تقاطع خیابان یانگ و فینچ تورنتو دستخوش قرار گرفته‌اند همدردی می‌کنیم.»
- جان توری شهردار تورنتو این حمله را «یک حادثه فاجعه بار» توصیف کرد.[۷]
- رئیس‌جمهور آمریکا دونالد ترامپ نیز در یک پیامی این حادثه را محکوم کرده‌است. وی گفته که آمریکا همه‌جانبه به دولت کانادا در زمینه مبارزه با مجرمان کمک خواهد کرد.